# Marc Fritzsche
Marc Fritzsche (* 1969) ist ein deutscher Kunstpädagoge und Hochschullehrer.

## Leben
Fritzsche nahm 1990 ein Studium der Kunstpädagogik, Politikwissenschaft und Germanistik an der Justus-Liebig-Universität Gießen (JLU) auf, welches er 1997 mit dem Magister artium und den ersten Staatsexamina für das Lehramt an Haupt- und Realschulen sowie an Gymnasien abschloss. Daraufhin war er von 1998 bis 2009 Lehrkraft im hessischen Schuldienst und absolvierte zwei Referendariate. 
Darüber hinaus war er von 2002 bis 2010 Vorsitzender des Landesverbands Hessen des Bundes Deutscher Kunsterzieher (BDK), von 2003 bis 2006 Mitarbeiter und ab 2004 Leiter des hessischen Lehrerfortbildungsprojekts „Multisensueller Kunstunterricht unter Einbeziehung der Computertechnologie“ (MuSe Computer) sowie 2005 Lehrbeauftragter am Institut für Ästhetisch-Kulturelle Bildung der Europa-Universität Flensburg. Seit 2010 ist er Referent für Internationales beim Bundesvorstand des BDK. 
Von 2007 bis 2018 war Fritzsche wissenschaftlicher Mitarbeiter und Akademischer Rat auf Zeit am Institut für Kunstpädagogik der JLU Gießen, 2015 promovierte er zum Dr. phil. Nachdem er bereits in den Jahren 2017/18 als Vertretungsprofessor an der Universität tätig gewesen war, wurde er 2018 auf die Professur für Kunstdidaktik am Campus Landau der Universität Koblenz-Landau berufen, der seit 2023 Teil der Rheinland-Pfälzischen Technischen Universität Kaiserslautern-Landau (RPTU) ist.
Fritzsches Forschungsschwerpunkte umfassen unter anderem die Bereiche Nähe/Distanz, digitale Medien, globaler Kontext und Nachhaltigkeit.

## Schriften (Auswahl)
- Interfaces – Kunstpädagogik und digitale Medien. Theoretische Grundlegung und fachspezifische Praxis. Kopaed, München 2016, ISBN 3-86736-150-9 (Zugl. Dissertation).
- mit Ansgar Schnurr (Hrsg.): Fokussierte Komplexität. Ebenen von Kunst und Bildung (= Kunst und Bildung. Band 15). Athena, Oberhausen 2017, ISBN 978-3-89896-681-8.
- (Hrsg.): Kunstpädagogik nach der Pandemie. Befunde und Spekulationen. Kopaed, München 2023, ISBN 978-3-96848-679-6 (rptu.de [PDF; 14,1 MB]).